# Cannabàcies
Les cannabàcies (Cannabaceae) són una família de plantes angiospermes de l'ordre de les rosals (Rosales), dins del clade de les fàbides, un subclade de les ròsides. Conté més d'un centenar d'espècies, agrupades en 10 gèneres. És una família cosmopolita, present a tots els continents que, a més del cànem (Cannabis sativa) amb els seus diferents fenotips amb o sense substàncies psicoactives, inclou d'altres de ben conegudes com el lledoner (Celtis australis), el llúpol (Humulus lupulus).

## Descripció
Són arbres, lianes o plantes herbàcies. Les fulles acostumen a ser compostes i palmades o lobulades i a disposar-se de manera oposada o en espiral. Sovint són plantes dioiques, les flors femenines acostumen a tenir un estil amb varis estigmes. El fruit és un aqueni o una sàmara.

## Taxonomia
Aquesta família va ser publicada per primer cop l'any 1820, sota el nom de Cannabinae, a l'obra Техно-ботанический словарь на латинском и российском языках (Diccionari tecno-botànic en llatí i rus) pel botànic rus Ivan Martinov (1771-1833).

### Gèneres
Dins d'aquesta família es reconeixen els 10 gèneres següents:
- Aphananthe Planch.
- Cannabis L.
- Celtis L.
- Chaetachme Planch.
- Gironniera Gaudich.
- Humulus L.
- Lozanella Greenm.
- Pteroceltis Maxim.
- Sparrea Hunz. & Dottori
- Trema Lour.